# I grandi successi (Dalida 2006)
I grandi successi è una raccolta postuma della cantante italo-francese Dalida, pubblicata nel 2006 da Universal Music Group.
Il doppio CD presenta quaranta brani in lingua italiana e francese della cantante. Questa compilation venne creata per il mercato italiano.
Già nel 1994 venne pubblicato dalla BMG un album omonimo con quindici brani (esclusivamente in italiano).

## Tracce

### Disco 1 - Dalida canta in italiano
1. Mama
2. Quelli erano giorni
3. Oh Lady Mary
4. 18 anni
5. Ciao come stai
6. Non è più la mia canzone
7. Bang bang
8. Mediterraneo
9. L'ultimo Valzer
10. Ciao amore, ciao
11. Vedrai vedrai
12. La mia vita è una giostra
13. Aranjuez la tua voce
14. Danza
15. La colpa è tua
16. Cominciamo ad amarci
17. Vai tu sei libero
18. O sole mio
19. Gli zingari
20. Dan dan dan
21. Darla dirladada

### Disco 2 - Dalida canta in francese
1. Je suis toutes les femmes
2. J'attendrai
3. Paroles, paroles
4. Fini, la comédie
5. Mourir sur scène
6. Besame mucho
7. Avec le temps
8. La mamma
9. Je suis malade
10. Salma ya salama
11. Laissez-moi danser
12. Bambino
13. Gondolier
14. Romantica
15. Les enfants du Pirée
16. Parlez-moi de lui
17. Je me sens vivre
18. Itsi bitsi petit bikini
19. Gigi l'amoroso